# Славянов, Николай Гаврилович

Памятник Славянову в Перми

Никола́й Гаври́лович Славя́нов (23 апреля (5 мая) 1854 — 5 (17) октября 1897) — русский инженер, изобретатель электрической дуговой сварки металлов.

## Биография
Родился в селе Никольское Задонского уезда Воронежской губернии.
Отец — Гавриил Николаевич Славянов. В составе Волынского полка участвовал в Крымской кампании, в знаменитой обороне Малахова кургана. В 1856 году по состоянию здоровья вышел в отставку. Мать — Софья Алексеевна (Шаховская), дочь курского помещика.
С восьми лет обучался в Воронежском Михайловском кадетском корпусе, но на предпоследнем курсе уволился из него и поступил в выпускной класс Воронежской гимназии, которую и окончил с золотой медалью. С 1872 года учился в Петербургском горном институте.
Сразу после окончания института в 1877 году он был направлен на Воткинский казённый горный завод, где прошёл путь от практиканта до смотрителя механического и токарного цехов, а затем стал главным механиком завода. Осенью 1877 г. женился на Варваре Васильевне Ольдерогге.
В 1881—1883 годах работал на частных Омутнинских заводах братьев Пастуховых. Затем переехал в Пермь. С декабря 1883 года и до конца жизни работал на Пермских пушечных заводах, где и сделал большую часть своих изобретений.
В 1887 году на «Пермском пушечном заводе» Славянов спроектировал две динамо-машины, одна из которых послужила базой для создания электростанции. Используя мощности электростанции, Николай Гаврилович реализует проект электро-дугового освещения на Пермских пушечных заводах.
В Екатеринбурге, летом 1887 года динамо-машина, дуговые лампы, различные электроизмерительные приборы экспонировались на двухнедельной Урало-Сибирской научно-промышленной выставке.
Николай Гаврилович Славянов более других ощущал необходимость в подготовке техников. Поэтому он при поддержке директора Алексеевского реального училища М. М. Дмитриевского настойчиво добивался открытия горнозаводского училища в Перми. В 1896 году в Пермское реальное училище из Красноуфимска было переведено горнозаводское отделение. Николай Гаврилович активно помогал организовывать это отделение и поддерживал связь с его преподавателями и учащимися.
Был почётным блюстителем Мотовилихинского мужского двухклассного училища.
Умер 5 октября 1897 г. от разрыва сердца. Похоронен в ограде Свято-Троицкой церкви. В 1948 г. перезахоронен возле «Пермского политехнического колледжа им. Славянова».

## Научные исследования Славянова
В ноябре 1888 года Н. Г. Славянов впервые в мире применил на практике дуговую сварку металлическим (плавящимся — в связи с чем он называл свой способ не сварка, а «электрическая отливка металлов») электродом под слоем флюса — до него применялись только угольные электроды, хотя в привилегии изобретателя дуговой сварки Бенардоса было указано: «уголь или другое проводящее вещество». В присутствии государственной комиссии он сварил коленчатый вал паровой машины в одном из цехов Пермских пушечных заводов. Для демонстрации возможностей сварочного аппарата Николай Гаврилович, придав форму стакана, сварил восемь различных (цветных и черных) металлов и сплавов: колокольную бронзу, томпак, никель, сталь, чугун, медь, нейзильбер, бронзу. За это произведение инженерной мысли на всемирной электротехнической выставке в 1893 году в Чикаго он получил бронзовую медаль с формулировкой «За произведённую техническую революцию», а также почетную грамоту.
В металлургии Н. Г. Славянов предложил «ванный способ»: чтобы устранить утечку расплавленного основного и электродного металла, обрабатываемая деталь заключалась в формовку из кокса или кварца. Для защиты от вредного влияния атмосферы он предложил закрывать место сварки шлаком, толщина которого не препятствовала бы прохождению электрического тока. Славяновым был предложен полуавтоматический регулятор длины сварочной дуги, названный им «электрическим плавильником», который позволил использовать вместо аккумуляторной батареи динамо-машину.
«Способ электрического уплотнения металлических отливок». Славянов работал над качеством металла, необходимого для отливки стволов крупнокалиберных орудий. Внутрь болванки заливался металл, сверху, с помощью электрической дуги металл подогревался, благодаря чему газы свободно выходили наружу, позволяя металлу застывать без образования пустот внутри отливки.

## Награды
1885 — орден Святого Станислава 3-й степени;
1897 — орден Святого Владимира 4-й степени.

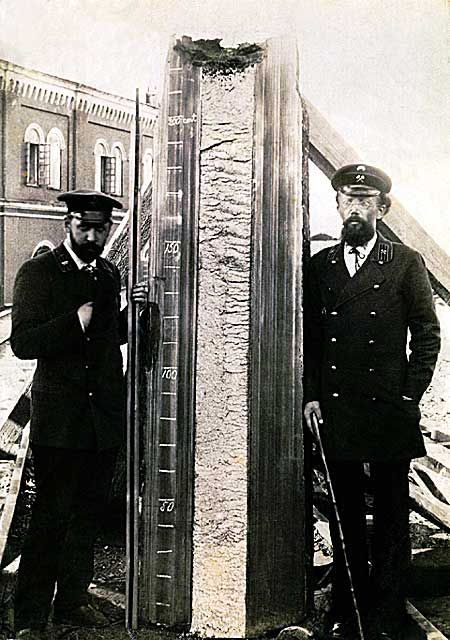
Изобретение «Электрическое уплотнение металлов». Инженер Туржанский и изобретатель Славянов

## Семья
Жена — Варвара Васильевна Славянова (Ольдерогге) (1855—1923) — работала начальницей заводского приюта.
Первый сын — Николай Николаевич Славянов (1878—1958) — учёный-гидрогеолог, член-корреспондент АН СССР (1946). Первооткрыватель минеральной воды «Славяновская» в г. Железноводске, скважина — № 69 БИС.
Второй сын — Александр Николаевич Славянов (1880—1958) — доцент, кандидат химических наук, зав. кафедры Академии им. Тимирязева.

## Память
- Улица Славянова — в Липецке и в Перми.
- В Воронеже, на здании бывшей мужской гимназии в которой он обучался, по адресу Проспект Революции дом 19, установлена мемориальная доска.

### В Перми
- Политехнический колледж имени Н. Г. Славянова на ул. Уральская, д. 78;
- Бюст перед зданием Политехнического колледжа
- Памятник на площади Дружбы.
- Мемориальный дом-музей имени Н. Г. Славянова[9]. Расположен по адресу на улице 1905 года, 37, в доме построенном по проекту Н. Г. Славянова памятник истории федерального значения[10] (Рег.№ 591510307450006)
- Дом по адресу на улице Свердлова, 32, в котором в 1883—1887 годах жил Славянов — памятник истории федерального значения[10] (Рег.№ 591510305660006)
- Могила, расположенная во дворе Политехнического колледжа имени Н. Г. Славянова — памятник истории федерального значения[10] (Рег.№ 591410045050006)